# 초광속

초광속(超光速, 영어: faster-than-light, FTL, superluminal)은 광속보다 큰 속도를 의미한다. 상대성 이론에 의해 질량이 있는 물체는 빛의 속도에 다다를 수 없다. 따라서 단순히 물체에 힘을 가해 가속시키는 방법으로 광속에 도달하거나 광속을 넘는 것은 불가능하다.

## 초광속의 예

### 초광속 항법
우주를 종횡 무진 뛰어다니는 같은 SF (특히 스페이스 오페라)에서, 다양한 가공 이론에 기초한 초광속 항법을 생각할 수 있다. 하드 SF에서는 최첨단 물리학의 가설을 이용하여 상대론적 틀 안에 블랙홀을 이용해 초광속 없이 공간을 이동하는 방법을 사용한다.

### 초광속 중성미자 검출 착오
2011년 9월 유럽 입자 물리 연구소(CERN)에서는 빛보다 빠른 속력의 중성미자가 검출되었다고 발표하였다. 이 사건으로 인해 현대물리의 기초가 되는 상대성 이론이 의심되는 등 물리학계에 큰 파장이 일었다. 특수 상대성 이론은 '광속의 불변성'을 기본가정으로 하고, 질량이 있는 물체는 빛의 속도에 다다를 수 없다는 것을 유도하기 때문이다. 하지만 2012년 9월 22일 사이언스지는 이러한 실험결과가 나온 것은 'GPS 수신기의 광섬유 케이블의 연결 오류로 인한 실험 오차'라고 설명했다.

### 우주팽창
대폭발 이후 10–43 초에서 10–36 초 사이, 대통일 시대의 우주는 빛보다 약 1050배 빠른 속도로 팽창하였다. 질량도, 정보전달능력도 지니지 않았으므로, 상대성 이론에 위배되지 않는다.

### 타키온
타키온이 허수의 질량을 가져서 광속을 넘는다는 가설이 있다. 그러나 타키온은 아직 발견되지 않았다.

### 굴절률이 1보다 작은 매질에서의 빛의 위상속도
진공에서의 빛의 굴절률을 1로 두고 다른 물질들의 굴절률을 계산한 것을 절대굴절률이라 한다.
{\displaystyle v_{ph}={\frac {c}{n}}}
여기서,
{\displaystyle v_{ph}}: 빛의 위상속도
{\displaystyle c}: 진공에서의 광속
{\displaystyle n}: 굴절률
빛은 진공에서의 속력이 가장 빠르기 때문에 일반적으로 물질의 굴절률은 1보다 크다.
그러나 빛의 위상속도는 정보를 전달하지 않아 광속보다 빨라도 특수 상대성 이론에 위배되지 않기 때문에 굴절률이 1보다 작은 값을 지니는 것도 가능하다.
굴절률이 1보다 작은 매질로 금속이나 플라즈마가 있다.

### 외뿔소자리 V838의 빛의 메아리
외뿔소자리 V838의 가스구름은 광속보다 빠르게 퍼지고 있는 것으로 밝혀졌다.
외뿔소자리 V838이 만든 빛의 메아리는 전례가 없는 현상이었으며, 허블 우주 망원경은 이 빛이 퍼지는 모습을 기록으로 충실히 남겼다. 이 메아리가 중심부 항성과 직접 관련이 있는지는 분명하지 않다. 만약 관련이 있다면 이는 별이 파국을 맞는다는 가정 하에 세워진 여러 이론들과는 달리, 더 이른 시기에 일어난 폭발로 생긴 결과일 것이다. 외뿔소자리 V838 문서 참고.

### 초광속 운동
초광속 운동을 처음으로 관측한 것은 1970년대로, 이는 우주론적 거리를 가진 퀘이사가 있다는 증거였다. 극히 일부의 천체물리학자가 초광속 운동이 실제한다고 주장하나, 대부분은 초광속으로 운동하는 것처럼 보이는 것은 착시의 일종이며 상대성 이론과는 양립 불가능한 존재할 수 없는 현상이라고 주장한다. 자세한 내용은 초광속 운동 문서 참고.

### SN 1987A의 중성미자 방출
SN 1987A에서 방출된 가시광선이 지구에 도착하기 세 시간 전에, 중성미자의 폭발 현상이 중성미자 관측소 세 군데에서 동시에 포착되었다. 중성미자가 가시광선보다 먼저 지구에 도착한 이유는, 중성미자 방출 현상(중심핵 붕괴와 동시에 일어난다)이 가시광선 방출(충격파가 항성 표면에 도달하는 순간 일어난다)보다 빠르게 발생했기 때문이다.
SN 1987A 문서 참고.

## 같이 보기
- 워프 항법
- 타키온
- 중성미자
- 광속
- SN 1987A
- 초광속 운동
- 외뿔소자리 V838